# Кременчуцькі німці
Кременчуцькі німці — німці, що розселились і проживали у Кременчуці згідно з проєктом колонізації південноукраїнських земель російського уряду у XIX столітті.
На початку XIX ст. російський уряд, продовжуючи політику колонізації південноукраїнських земель, запрошує на поселення вихідців з Західної Європи. В той час Кременчуччина була краєм розвитого вівчарства, у місті розмістилася одна з найбільших в Україні спеціалізованих ярмарок з продажу шерсті, але виробництво сукна знаходилося в зачатковому стані. З метою оживлення суконного виробництва до міста Кременчука запрошуються суконними-німці: підприємці та робітники.
У 1809 р. перші 8 родин німецьких ткачів прибули й до Кременчука. Для них було збудовано житло. Вироблене сукно колоністи повинні були здавати до Кременчуцького військового комісаріату. Загалом ж справами колоністів і доглядом за ними відав Полтавський приказ, створений спеціально з цією метою.
У місті засновує суконну фабрику Геліцел, що отримав державний кредит у 10 тис. крб. із зобов'язанням погасити його протягом 10 років. На фабриці виробляли сіре військове сукно, фланель, теплі ковдри. Шерсть видавала казна, вона ж і брала готову продукцію. За 1 аршин сукна платили виробнику 52 коп., що було надзвичайно невигідно, і що насамкінець призвело до того, що уряд мусив у 1867 р. закрити всі підприємства суконників-колоністів Полтавської губернії. Вони не витримали конкуренції з приватними підприємцями, що мали сучасніше технічне оснащення.
Одночасно з Геліцером і на тих же умовах державний кредит в сумі 10 тис. крб. отримує німець Рупрехт для заснування шкірзаводу. Тоді ж німець Рейхенбах відкриває панчішну фабрику, а Нуфер — виробництво «каразеї» (тканини, що йде на підкладку).
Для задоволення духовних потреб німців-колоністів на Веселій вулиці (нині вул. 1905 року) в 1828 р. споруджується дерев'яна лютеранська кірха, а в 1831 р. відкривається однокласне німецьке парафіяльне училище. В 1844 р. в училищі навчалося 10 дітей — 5 хлопчиків і 5 дівчаток.
Згідно з матеріалами Першого Всеросійського перепису населення 1897 р. в Кременчуці мешкало 438 німців (211 чоловіків и 227 жінок), що становило 0,69 % всього населення міста. Це були вихідці з Австро-Угорщини, Прусії, Баварії і Саксонії — робітники різних спеціальностей, інженери, технологи, крупні підприємці.
Серед останніх найвідоміші: К. Бер — володар садового закладу (контора, оранжереї та будинок знаходилися поряд з Веселою вулицею на куту Херсонської (нині вул. Лейтенанта Покладова), Б. Оренштейн — володар шкірзаводу, який був найзначнішим по об'ємах виробництва серед шкіряних заводів Середнього Придніпров'я. він виробляв паси, пасові черпаки, шкіри для пасів, насосів, пресів, підошовні шкіри всіх сортів, шкіри юхтові, сиром'ятні і для чушок. Завод займався також полагодженням пасів, постачанням в армію взуттєвого товару, виготовляв сідла, упряж тощо. Щорічно вироблялося продукції на суму 55 тис. крб. Основним місцем збуту були південні губернії України і місцевий ринок.
Оренштейн брав участь у сільськогосподарських і промислових виставках, вироби його заводу неодноразово нагороджувалися медалями. Так, за участь у Харківській виставці загального сільського господарства і сільськогосподарської діяльності 1887 р. завод удостоєний срібної медалі, за Катеринославську губернську земську виставку 1890 р. отримав бронзову медаль, за Херсонську губернську сільськогосподарську виставку 1890 р. — срібну… З гордістю за якість своїх виробів писав про сирцеві паси: «Мають перевагу над усіма пасами, так як мало труться, не ковзаються і годні для швидкохідних машин, не потребують підсипки каніфолі або інших якихось речовин».
Спеціалісти заводу за проханням замовників по помірним цінам виконували ремонт старих пасів й упряжі на дому. В різний час в Оренштейна працювало від 30 до 50 чоловік.
Р. Гебгольд — володар чавуноливарного заводу на Чередничках.
Добру славу у кременчужан мали німці-лікарі. Ординатор Віденської університетської клініки доктор Гугель, що спеціалізувався на лікуванні шкіряно-венерологічних захворювань, мешкав на Веселій вулиці в будинку німецької кірхи. У глибині затишного зеленого двору німецької кірхи знаходився будинок, де після революції мешкала вдова відомого у місті лікаря М. Анкудінова (1870–1918), що закінчив з відзнакою Військово-медичну академію в Петербурзі і більш ніж 14 років проробив у Кременчуцькій губернській земській лікарні. Його жінка Євгенія Федорівна доводилася сестрою кременчуцькому лікарю-німцю В. Діцу. Він був випускником Санкт-Петербурзької Військово-медичної академії, хірургом, акушером-гінекологом.